# Каховка (Павлодарская область)
Каховка (каз. Каховка) — упразднённое село в Щербактинском районе Павлодарской области Казахстана. Упразднено в 2017 году. Входило в состав Назаровского сельского округа. Код КАТО — 556849200.

## Население
В 1999 году население села составляло 88 человек (39 мужчин и 49 женщин). По данным переписи 2009 года в селе проживало 59 человек (27 мужчин и 32 женщины).